# П'єр Ліс-Мелу
П'єр Ліс-Мелу (фр.  Pierre Lees-Melou, нар. 25 травня 1993, Лангоні, Жиронда) — французький футболіст, атакувальний півзахисник клубу Брест .

## Ігрова кар'єра

### Діжон
Ліз-Мелу розпочав свою кар'єру в Леж-Кап-Ферре у чемпіонаті Франції серед аматорів 2. 28 травня 2015 року гравець підписав контракт на 2 роки з «Діжоном» з Ліги 2. У своєму другому матчі за клуб він отримав травму ноги і відновлювався протягом трьох місяців. Повернувся на поле в листопаді у матчі Кубка Франції проти клубу «Вейль-Саон» (9:0), в якому забив три голи і віддав три результативних передачі. 9 квітня 2017 року Ліс-Мелу забив свій перший гол у чемпіонаті в матчі проти «Клермона» (3:2). Кілька днів потому, 18 квітня, забив другий гол у матчі проти «Парижа» (3:0). У своєму першому професійному сезоні в кар'єрі він взяв участь у шістнадцяти матчах чемпіонату, в яких забив два м'ячі, а його команда пройшла до чемпіонату Франції. Літом 2016 року він продовжив свій контракт з клубом ще на два роки.
27 серпня 2016 року Ліс-Мелу дебютував у Лізі 1 в матчі проти «Ліона» (4:2), замінивши на 62-й хвилині Лоїса Діоні і забивши гол в кінці гри. У складі команди він провів 32 матчі у чемпіонаті, в яких забив 7 м'ячів і віддав 3 гольові передачі.

### Ніцца
16 червня 2017 року стало відомо, що П'єр підписав контракт з «Ніцца» на 4 роки. Дебютував за клуб у матчі Ліги чемпіонів у кваліфікації проти амстердамського «Аякса» і пізніше зіграв у ще 139 іграх. Протягом чотирьох років в команді, він часто виходив на поле з капітанською пов'язкою та забив 18 голів.

### Норвіч Сіті
13 липня 2021 року Ліс-Мелу підписав трьохрічний контракт з «Норвіч Сіті» за суму меншу 4 мільйонів фунтів стерлінгів, перед поверненням команди в Англійську Прем'єр-лігу. Забив свій перший гол 10 квітня, відкривши рахунок у матчі на пониження проти «Бернлі», який завершився перемогою «Норвіч Сіті» 2-0. Після гри форвард Теему Пуккі сказав, що він буде важливим до кінця сезону.

### Брест
23 липня 2022 року Ліс-Мелу підписав трирічний контракт з клубом Ліги 1, «Брест», із можливістю продовження ще на один рік. Повідомляється, що «Норвіч Сіті» отримав 2,3 мільйона євро за трансфер та право на отримання 10% від продажу гравця в майбутньому.

## Статистика виступів
Станом на 23 липня 2022
| Клуб              |                   | Ліга              | Ліга | Ліга  | Чемпіонат Франції | Чемпіонат Франції | Кубок Ліги | Кубок Ліги | Європа | Європа | Загалом | Загалом |
| Клуб              | Дивізіон          | Матчі             | Голи | Матчі | Голи              | Матчі             | Голи       | Матчі      | Голи   | Матчі  | Голи    |         |
| ----------------- | ----------------- | ----------------- | ---- | ----- | ----------------- | ----------------- | ---------- | ---------- | ------ | ------ | ------- | ------- |
| Леж-Кап-Ферре     | 2013–14           | CFA 2             | 24   | 3     | 0                 | 0                 | —          | —          | —      | —      | 24      | 3       |
| Леж-Кап-Ферре     | 2014–15           | CFA 2             | 26   | 10    | 0                 | 0                 | —          | —          | —      | —      | 26      | 10      |
| Леж-Кап-Ферре     | Загалом           | Загалом           | 50   | 13    | 0                 | 0                 | —          | —          | —      | —      | 50      | 13      |
| Діжон             | 2015–16           | CFA 2             | 7    | 2     | —                 | —                 | —          | —          | —      | —      | 7       | 2       |
| Діжон             | 2015–16           | Ліга 2            | 16   | 2     | 1                 | 0                 | 1          | 0          | —      | —      | 18      | 2       |
| Діжон             | 2016–17           | Ліга 2            | 32   | 7     | 1                 | 0                 | 1          | 0          | —      | —      | 34      | 7       |
| Діжон             | Загалом           | Загалом           | 48   | 9     | 2                 | 0                 | 2          | 0          | —      | —      | 52      | 9       |
| Ніцца             | 2017–18           | Ліга 1            | 34   | 5     | 0                 | 0                 | 2          | 0          | 11     | 0      | 47      | 5       |
| Ніцца             | 2018–19           | Ліга 1            | 30   | 2     | 0                 | 0                 | 1          | 0          | —      | —      | 31      | 2       |
| Ніцца             | 2019–20           | Ліга 1            | 26   | 5     | 2                 | 0                 | 1          | 1          | —      | —      | 29      | 6       |
| Ніцца             | 2020–21           | Ліга 1            | 29   | 4     | 2                 | 1                 | —          | —          | 2      | 0      | 33      | 5       |
| Ніцца             | Загалом           | Загалом           | 119  | 16    | 4                 | 1                 | 4          | 1          | 13     | 0      | 140     | 18      |
| Норвіч сіті       | 2021–22           | Прем'єр-ліга      | 33   | 1     | 3                 | 0                 | 1          | 0          | —      | —      | 37      | 1       |
| Брест             | 2022–23           | Ліга 1            | 0    | 0     | 0                 | 0                 | —          | —          | —      | —      | 0       | 0       |
| Всього за кар'єру | Всього за кар'єру | Всього за кар'єру | 257  | 41    | 9                 | 1                 | 7          | 1          | 13     | 0      | 286     | 44      |